# Gröbmühle
Gröbmühle ist eine Einöde der oberpfälzischen Marktgemeinde Wernberg-Köblitz im Landkreis Schwandorf des Regierungsbezirks Oberpfalz im Freistaat Bayern.

## Geografie
Die Gröbmühle liegt etwa 1½ Kilometer nördlich von Glaubendorf an der Mündung des Glaubenbaches in die Luhe.

## Etymologie
Für die Namensherkunft drängt sich eine Ortsbezeichnung aus den frühesten Namensbelegen auf. Gerade in Verbindung mit der Grenzlage sind Gräben oder Gewässer als Scheidelinien für Zuständigkeiten häufig. Es ist vorstellbar, dass die Anwesenbesitzer für die Sicherstellung und Instandhaltung der Gräben verpflichtet waren. Damit wäre es der Müller an den Gräben, bzw. der Müllner im Tal von den Gräben.

## Entwicklung
Die Gröbmühle markiert seit jeher ein Grenzgebiet. Ehedem war es die Grenze der Landgrafschaft, die über Kötschdorf und das Landsassengut Glaubendorf bis zur Gröbmühle verlief. Heute verläuft die nordöstliche Grenze der Marktgemeinde Wernberg-Köblitz an der Luhe.
Schon immer ist eine Mühle mit dem Anwesen, einem Einödhof, verbunden. Sie taucht erstmals mit „Chunrad Müllner von den Greben“ im ältesten, auf 1396/1499 datierten Leuchtenberger Lehenbuch auf. Bereits bei dieser Nennung wird deutlich, dass es verhältnismäßig wohlhabende Anwesensbesitzer waren. Dies unterstreicht auch die Urkunde von 1432, wo der Schnaittenbacher Bürgermeister Ulrich Pommer und sein Bruder Albrecht aus Gebenbach dem Karkart Willnreutter, Müller zu Greben einen Zehent im nahen „Rackenberg“ verkauften.
1488 erscheint die Mühle als leuchtenbergisches Lehen im Besitz der Fuchssteiner. Sie war also Teil des Landsassengutes Glaubendorf, das 1509/11 vom Landgrafen Johann IV. von Leuchtenberg erworben wurde.
1509 findet sich die Bezeichnung „Mühle zu der Greben“.
Die Mühle hatte spätestens 1621 ein eigenes Mühlensiegel, wie ein Fund aus den 1970er Jahren belegt.
Im Jahr 1828 sind für das Anwesen 1 Haus und 5 Einwohner belegt. Nach der Zählung von 1867 ergaben sich aus der Beschreibung des Pflegamtes Nabburg für die Gröbmühle 8 Einwohner in drei Gebäuden.
Im Jahr 1830 wurden die ursprünglich selbständigen Gemeinden Glaubendorf mit Gröbmühle und Schwarzberg und Glaubenwies mit Rattenberg zu einer Gemeinde vereinigt.  Wie auch Glaubendorf gehörte die Mühle im 19. Jahrhundert zum Bezirksamt Vohenstrauß. Die weitere Entwicklung der Mühle bis zum Aufgehen im Markt Wernberg-Köblitz ist mit der Gemeinde Glaubendorf verbunden.